# Stanislav Čeček

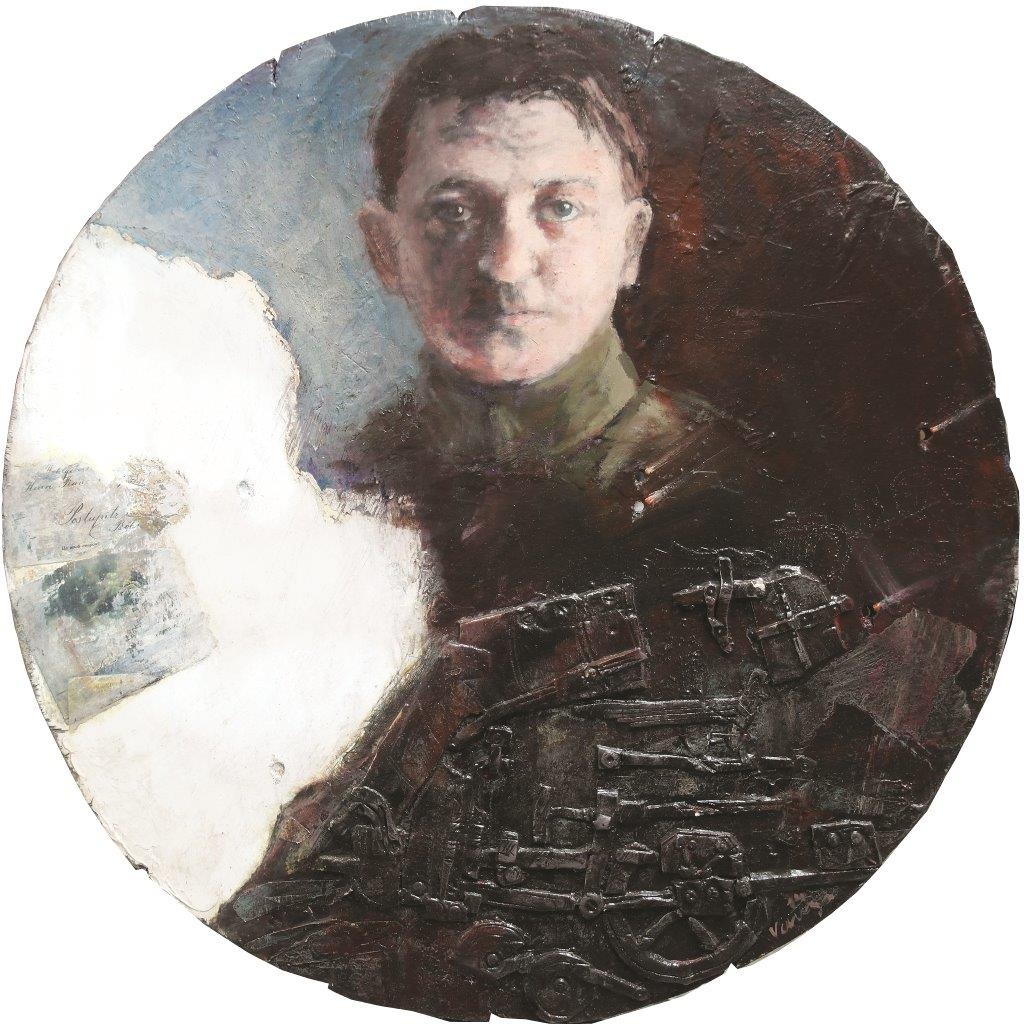
Pavel Vavrys: Generál Stanislav Čeček; 2014; malba na dřevě – kruhový střelecký terč o průměru 60 cm; z cyklu Česká paměť

Generál Stanislav Čeček (13. listopadu 1886 Líšno – 29. května 1930 České Budějovice) byl československý generál, jeden z nejvýznamnějších představitelů Československých legií v Rusku.

## Životopis

### Válečná kariéra
Narodil se v Líšně na Benešovsku. Vojenskou službu absolvoval u c. k. pěšího pluku č. 102 a do zálohy odchází jako poručík. Pak nastupuje k firmě Laurin a Klement a kolem roku 1911 je vyslán do její zahraniční obchodní pobočky v Moskvě.
Od 30. srpna 1914, kdy vstoupil do České družiny, se držel na špici českého důstojnického sboru. Za statečnost a vynikající smysl pro vedení bojových operací si vysloužil celou řadu vyznamenání, včetně nejvyššího ruského válečného řádu – velkokříže svatého Jiří. Postupně velel rotě (1916), praporu (1917), pluku, divizi Husitské, Povolžské frontě a nakonec všem československým jednotkám na Dálném východě (vše během roku 1918). Zúčastnil se vítězně bitev u Zborova (1917) a Bachmače (1918), u Lipjag i Bezenčuku.
Bojoval na Volze a na Sibiři. Do vlasti se vrátil jako generálmajor v roce 1920.

V československých legiích v Rusku
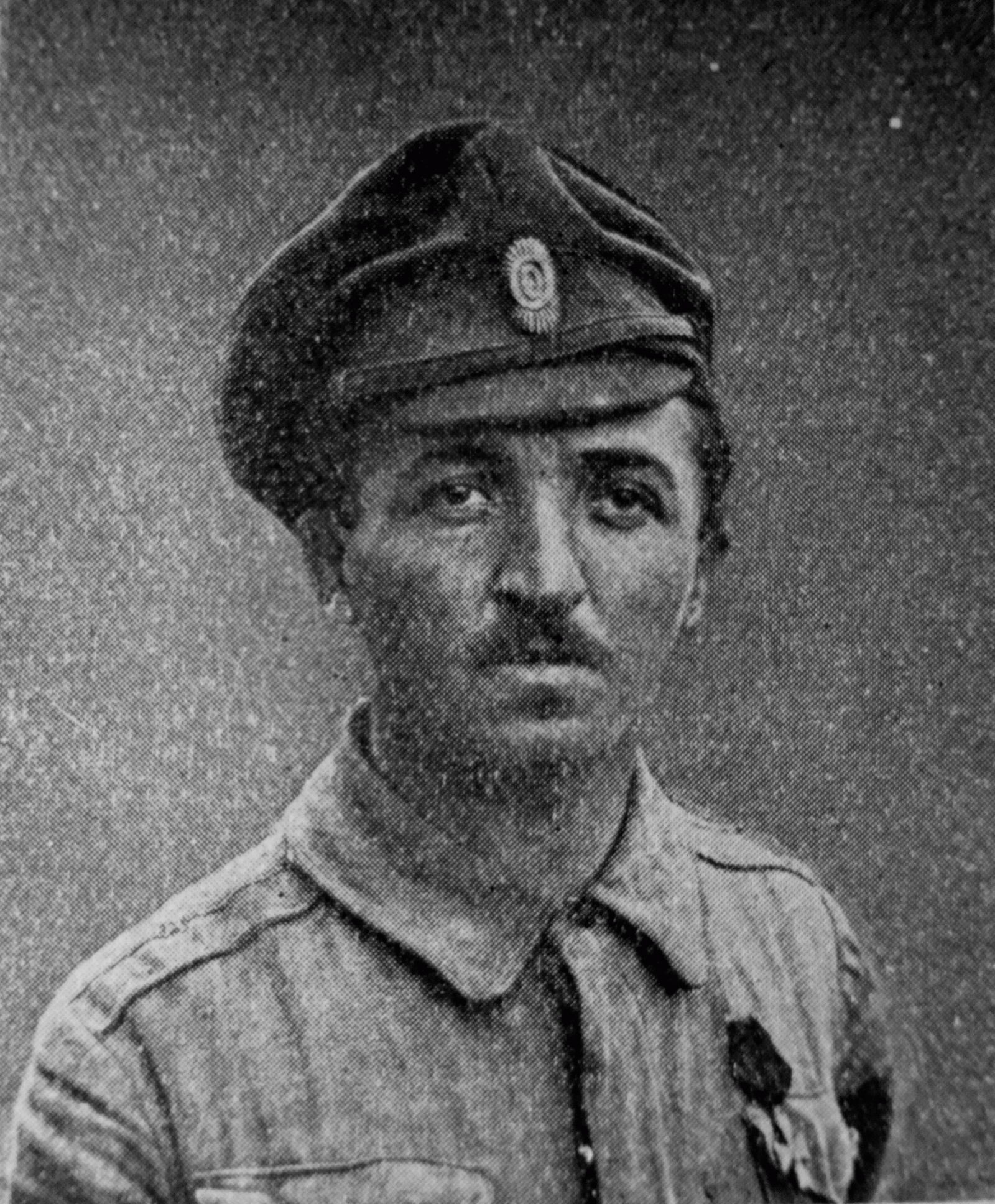
Stanislav Čeček na ruské frontě jako jeden z prvních českých dobrovolníků – důstojníků
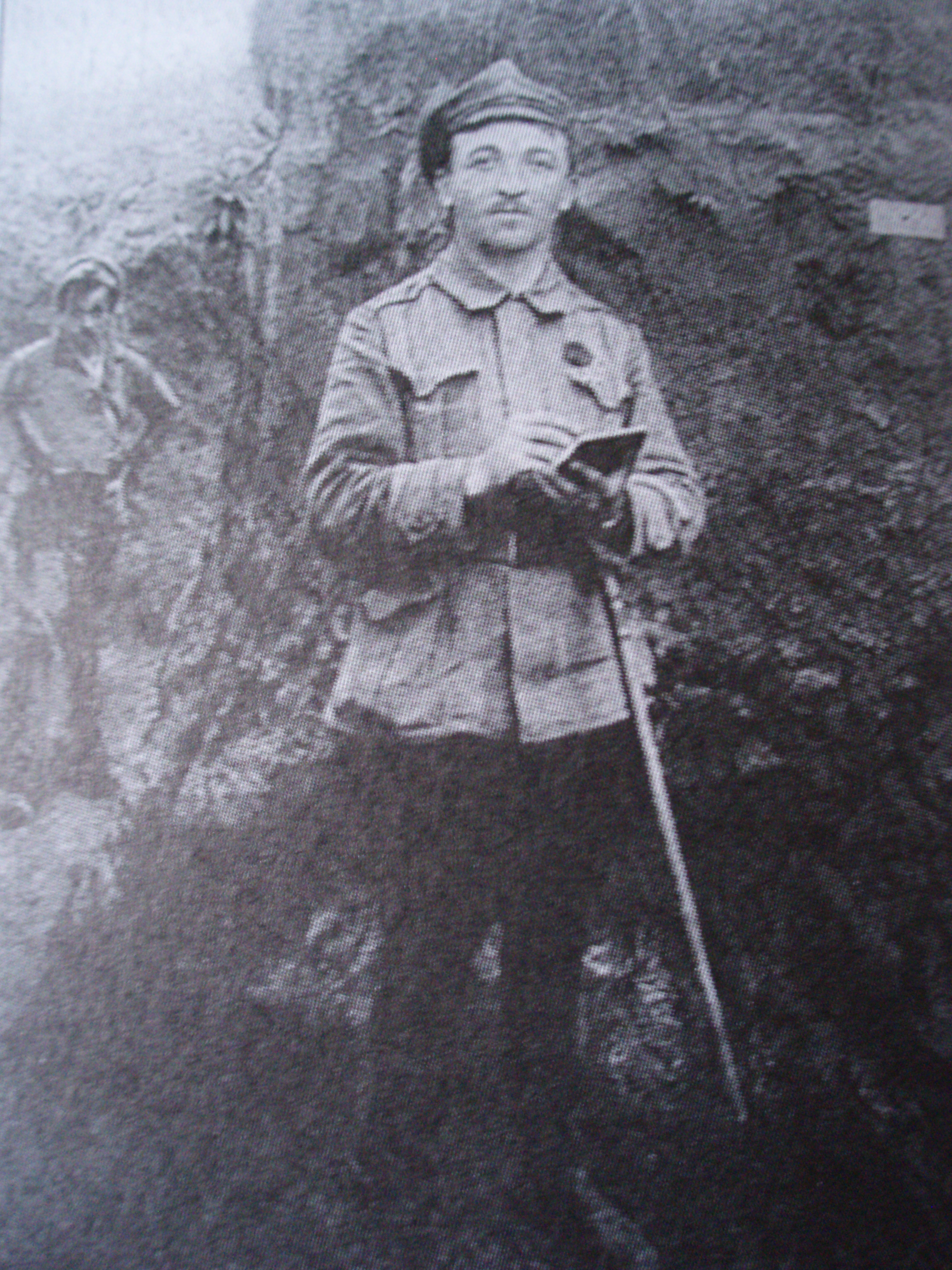
Stanislav Čeček
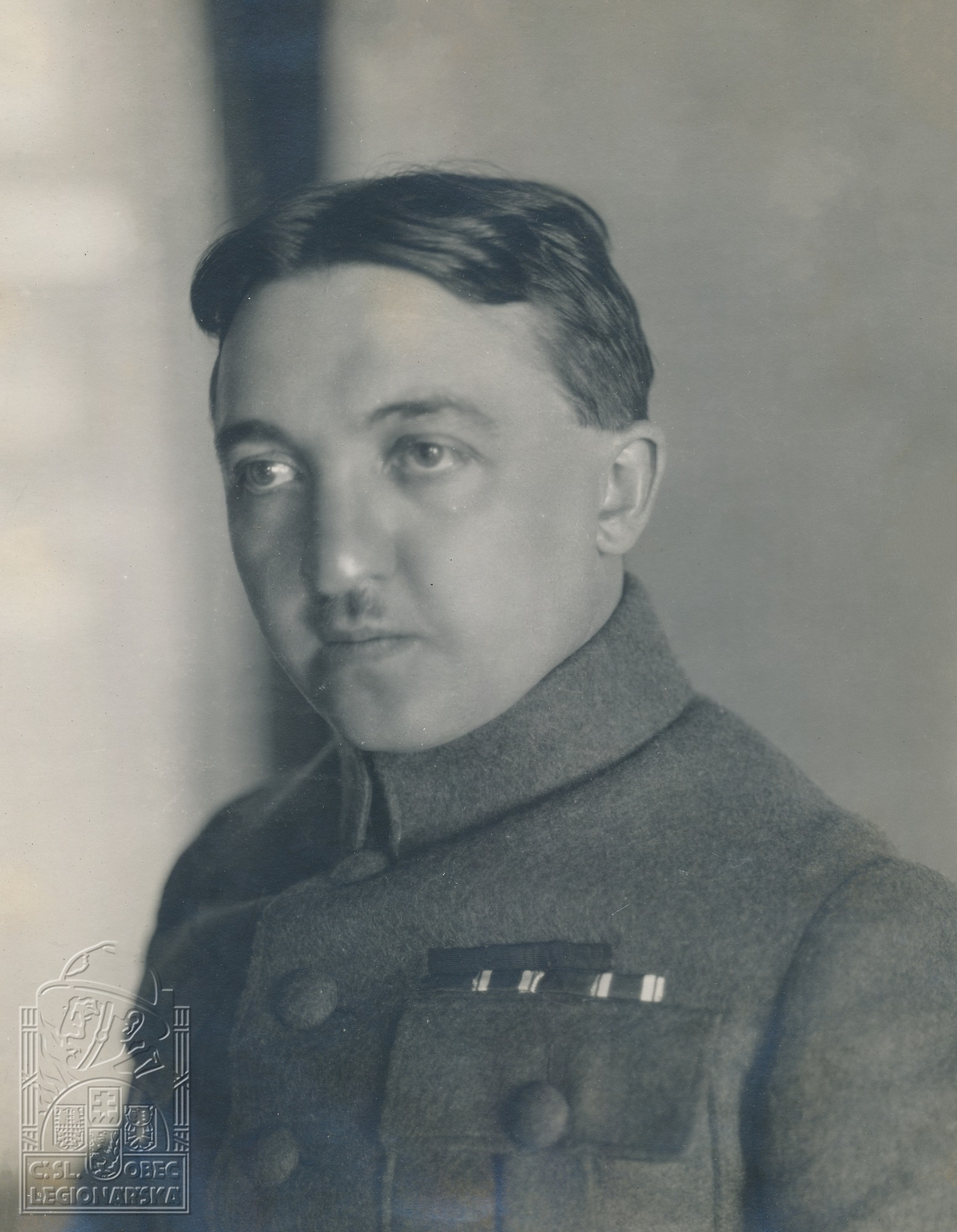
Stanislav Čeček

### První republika
Od prosince 1920 do října 1921 působil ve funkci prvního zástupce náčelníka Hlavního štábu branné moci. Poté se vydal na studia na École Supérieure de guerre ve Francii, kterou absolvoval v roce 1923. V roce 1924 se stal náčelníkem Vojenské kanceláře prezidenta republiky, v roce 1926 pak přednostou leteckého odboru ministerstva národní obrany. Byl spoluzakladatelem Masarykovy letecké ligy v Praze.
V roce 1929 byl jmenován vojenským velitelem Českých Budějovic a zde dislokované 5. pěší divize. Hrál významnou roli při založení letiště v Plané a rozvoji českobudějovického letectví, byl úřadujícím předsedou Jihočeského aeroklubu. Během dvacátých let se postupně zhoršoval jeho zdravotní stav, který byl poznamenán následky strádání a zranění z bojů na východní frontě a v Rusku. Divizní generál Stanislav Čeček zemřel krátce po operaci 29. května 1930 ve věku 43 let. Pohřben je v Bystřici u Benešova. V Českých Budějovicích je po něm pojmenována ulice.

## Vyznamenání
| Stužka řádu Bílého lva první třídy                 | Řád Bílého lva I. třídy                           |
| Kříž sv. Jiří – IV. stupeň                         | Kříž sv. Jiří, IV. stupeň                         |
| Řád svatého Stanislava – III. třída s meči a mašlí | Řád svatého Stanislava, III. třída s meči a mašlí |
| Řád svatého Stanislava – II. třída s meči          | Řád svatého Stanislava, II. třída s meči          |
| Řád sv. Anny – III. třída s meči a mašlí           | Řád sv. Anny, III. třída s meči a mašlí           |
| Řád sv. Vladimíra – IV. třída s meči a mašlí       | Řád sv. Vladimíra, IV. třída s meči a mašlí       |
| Řád sv. Anny – VI. třída                           | Řád sv. Anny, VI. třída                           |
| Kříž sv. Jiří – IV. třída                          | Kříž sv. Jiří, IV. třída                          |
| Řád čestné legie – IV. třída                       | Řád čestné legie, IV. třída                       |
| Válečný kříž                                       | Válečný kříž                                      |
| Řád lázně – rytíř komandér (vojenský), II. třída   | Řád lázně, rytíř komandér (vojenský), II. třída   |
| Řád sv. Sávy – II. třída                           | Řád sv. Sávy, II. třída                           |
| Řád sokola – s meči                                | Řád sokola, s meči                                |
| Válečný záslužný kříž                              | Válečný záslužný kříž                             |
| Řád rumunské koruny – III. třída s meči            | Řád rumunské koruny, III. třída s meči            |
| Československý válečný kříž 1914–1918              | Československý válečný kříž 1914–1918             |
| Československá revoluční medaile                   | Československá revoluční medaile                  |
| Řád zlatého luňáka – II. třída                     | Řád zlatého luňáka, II. třída                     |
| Řád italské koruny – velkodůstojník II. třída      | Řád italské koruny, velkodůstojník II. třída      |
| Československá medaile Vítězství                   | Československá medaile Vítězství                  |
| Řád čestné legie – III. třída                      | Řád čestné legie, III. třída                      |
| Řád rumunské hvězdy – I. třída                     | Řád rumunské hvězdy, I. třída                     |
| Řád medvědobijce – II. třída                       | Řád medvědobijce, II. třída                       |
| Řád Vytisova kříže – I. stupeň, II. třída          | Řád Vytisova kříže, I. stupeň, II. třída          |
| Řád bílého orla – II. třída                        | Řád bílého orla, II. třída                        |
| Řád znovuzrozeného Polska – II. třída              | Řád znovuzrozeného Polska, II. třída              |
| Pamětní Kříž na válku 1916-1919                    | Pamětní Kříž na válku 1916-1919                   |